# Träsket, Västerbotten
För andra betydelser, se Träsket.
Träsket är en sjö i Skellefteå kommun i Västerbotten och ingår i Mångbyåns huvudavrinningsområde. Sjön har en area på 0,148 kvadratkilometer och ligger 28 meter över havet.

## Delavrinningsområde
Träsket ingår i det delavrinningsområde (715651-176059) som SMHI kallar för Ovan Djupbäcken. Medelhöjden är 31 meter över havet och ytan är 4,12 kvadratkilometer. Räknas de 7 avrinningsområdena uppströms in blir den ackumulerade arean 50,34 kvadratkilometer. Avrinningsområdets utflöde Mångbyån mynnar i havet. Avrinningsområdet består mestadels av skog (46 procent), öppen mark (15 procent) och jordbruk (25 procent). Avrinningsområdet har 0,15 kvadratkilometer vattenytor vilket ger det en sjöprocent på 3,6 procent.